# Duolandrevus
Duolandrevus is een geslacht van rechtvleugeligen uit de familie krekels (Gryllidae). De wetenschappelijke naam van dit geslacht is voor het eerst geldig gepubliceerd in 1906 door Kirby.

## Soorten
Het geslacht Duolandrevus omvat de volgende soorten:
- Duolandrevus aequatorialis Gorochov, 2003
- Duolandrevus praestans Gorochov, 2003